# Noʻkis repülőtér
A Noʻkis repülőtér (IATA: NCU, ICAO: UTNN) nemzetközi repülőtér Üzbegisztánban, Noʻkis közelében. Éves utasforgalma 170 000 fő (2019).

## Futópályák
A repülőtér futópályái:
- 15/33 (3000 m, beton)
- 07/25 (600 m, beton)

## Forgalom
Az utasforgalom az elmúlt években az alábbi módon változott:
| 2019 | 170 000 |

## Légitársaságok és úticélok
2023-ban a Noʻkis repülőtérről az alábbi járatok indulnak:
| Légitársaság       | Célállomások                          |
| ------------------ | ------------------------------------- |
| SCAT Airlines      | Aqtau                                 |
| Ural Airlines      | Moszkva-Domogyedovó, Moscow–Zhukovsky |
| Uzbekistan Airways | Aqtau, Moscow–Vnukovo, Tashkent       |